# LAHAT
A LAHAT („Laser Homing Anti-Tank”, héberül „izzást” is jelent) egy harckocsi lövegekből és levegőből egyaránt indítható félaktív lézeres rávezetést (SAL) alkalmazó páncéltörő rakéta, amelyet az izraeli Israel Aerospace Industries vállalat fejleszt és gyárt. 105 vagy 120 mm-es lövegekből kilőve 8, levegőből kilőve 13 kilométerre lévő célokat is támadhat a LAHAT rakéta. 4,5 kilogrammos tandem kumulatív robbanófeje 800 milliméternyi páncélzatot is képes leküzdeni, illetve modern páncéltörő rakétáktól elvárható módon képes meredek szögben felülről támadni a harckocsi vékonyabb tető páncélzatát áttörve.

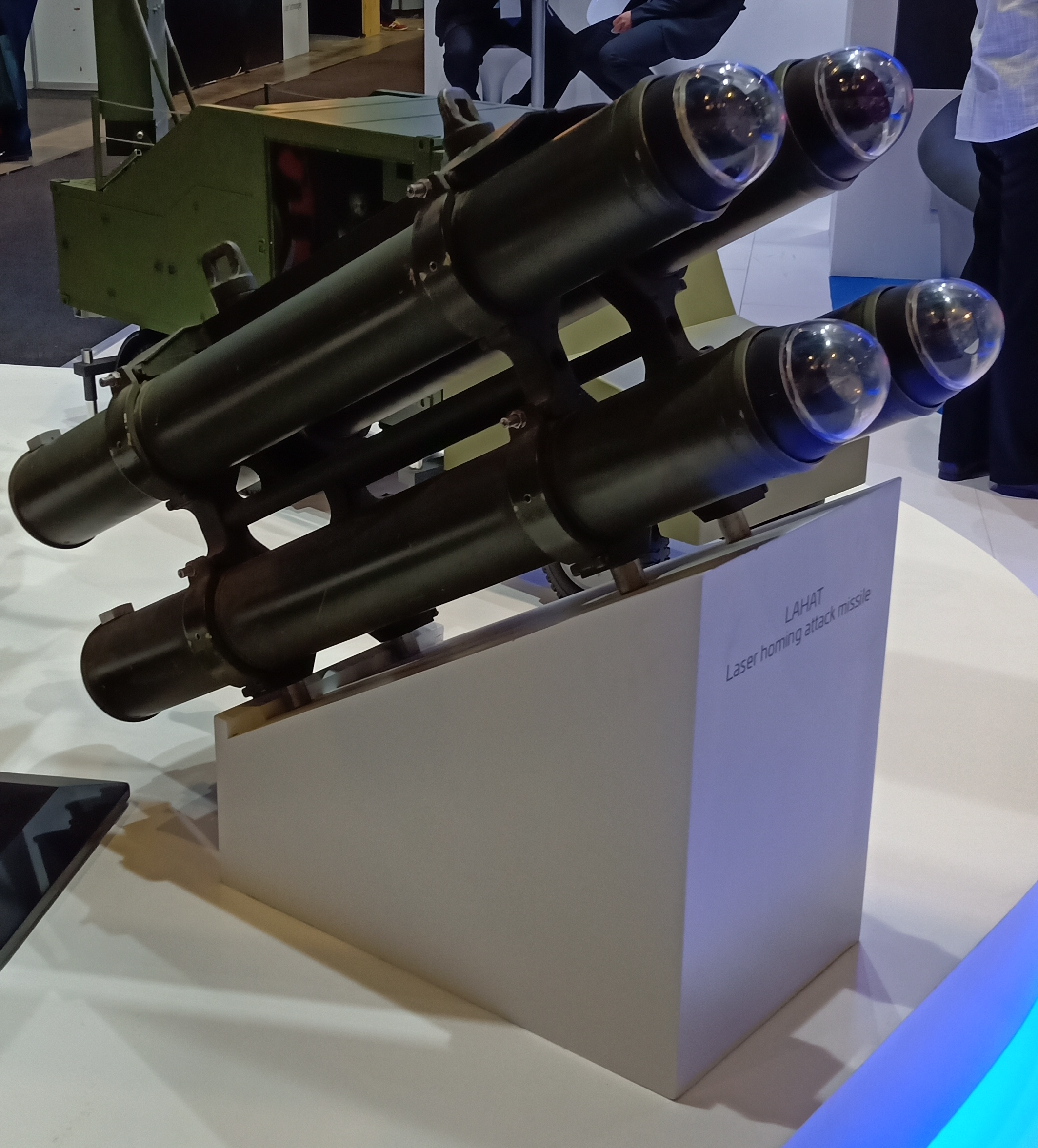
Helikopterekre szánt LAHAT indító egy kiállításon
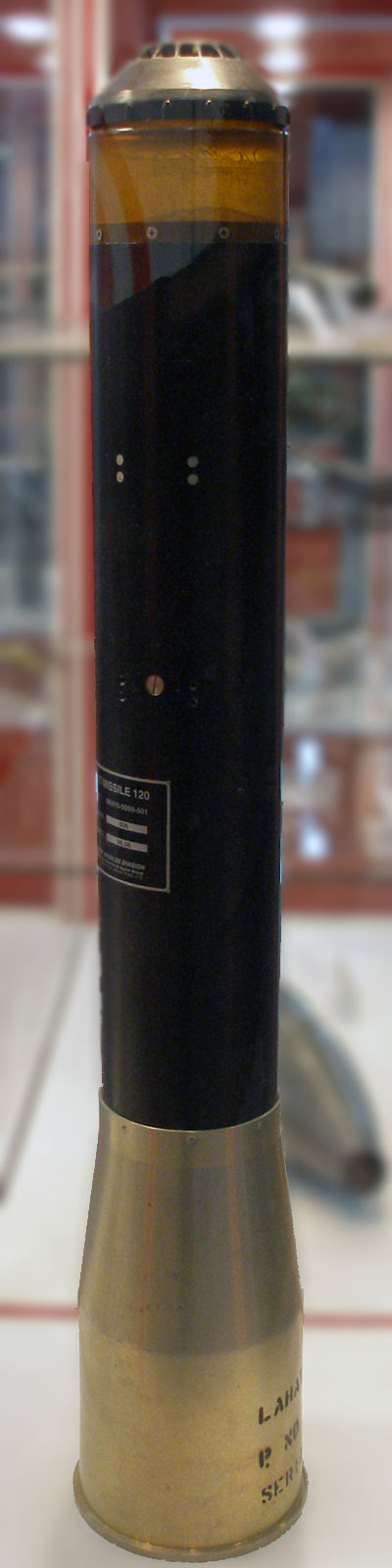
Lövegből kilőhető LAHAT változat

## Alkalmazók
- India
- Izrael
- Németország